# Человек с железным сердцем
«Человек с железным сердцем» (англ. The Man with the Iron Heart, 1915 год) — художественный фильм Джорджа Николса 1915 года, снятый во время обострения забастовок рабочих в США. Премьера фильма состоялась в США 3 сентября 1915 года.

## Сюжет
Главный герой фильма — И. М. Манн, президент гигантской корпорации, человек с железным сердцем. Когда кассир опаздывает на работу из-за того, что его жена умирала, Манн, не желая слушать никаких объяснений, увольняет его. Кассир обращается за помощью к рабочим. Рабочие, работающие на пределе своих возможностей, объявляют забастовку. Манн угрожает закрыть фабрики. Тем временем кассир соблазняет жену Манна. Жена покидает жестокого мужа и отказывается возвращаться к нему до тех пор, пока он не облегчит условия работы бастующим. Во время кровавой стычки между забастовщиками и штрейкбрехерами Манн ранен. Он лежит в постели, и видит Смерть на одной стороне кровати, и Совесть на другой. Он легко отделывается от Смерти, но Совесть так просто не уходит. Наконец, Манн, выздоровев, удовлетворяет требования бастующих, снова нанимает кассира, и жена возвращается к нему.

## Художественные особенности
- Фильм «воссоздал отталкивающий образ фабриканта и наёмных убийц, служащих ему и расстреливающих забастовщиков».[1]

## В ролях
- Эл Филсон — И. М. Манн, человек с железным сердцем
- Лиллиэн Хейуорд — его жена
- Фред Хирн — Джеймс Бойд
- Вивиан Рид